# Mistrzostwa Świata w Piłce Ręcznej Kobiet 2011
20. Mistrzostwa Świata w Piłce Ręcznej Kobiet – zawody sportowe rangi mistrzowskiej organizowane przez IHF, które odbyły się w dniach 2–18 grudnia 2011 roku w Brazylii. 
Mistrzem Świata, po raz drugi w historii, została reprezentacja Norwegii, która pokonała w finale Francję. Brązowy medal wywalczyły Hiszpanki, które w meczu o trzecie miejsce pokonały reprezentację Danii.

## Obiekty
Początkowo mistrzostwa miał gościć stan Santa Catarina, jednak ze względu na niedostateczne przygotowania w dziedzinie infrastruktury i logistyki, turniej został przeniesiony do stanu São Paulo.
| São Paulo             | São PauloSão BernardoSantosBarueri | São Bernardo do Campo   |
| Ginásio do Ibirapuera | São PauloSão BernardoSantosBarueri | Ginásio Adib Moyses Dib |
| Pojemność: 10 200     | São PauloSão BernardoSantosBarueri | Pojemność: 5 000        |
|                       | São PauloSão BernardoSantosBarueri |                         |
| Santos                | São PauloSão BernardoSantosBarueri | Barueri                 |
| Arena Santos          | São PauloSão BernardoSantosBarueri | Ginásio José Corrêa     |
| Pojemność: 4 000      | São PauloSão BernardoSantosBarueri | Pojemność: 5 000        |
|                       | São PauloSão BernardoSantosBarueri |                         |

## Zakwalifikowane zespoły
| Kraj                     | Strefa kwalifikacyjna                | Mistrzostwa 2009 | Najlepszy wynik                      |
| ------------------------ | ------------------------------------ | ---------------- | ------------------------------------ |
| Brazylia                 | Gospodarz                            | 15 miejsce       | 7. miejsce (2005)                    |
| Rosja                    | Mistrz Świata 2009                   | Mistrzostwo      | Mistrzostwo (2001, 2005, 2007, 2009) |
| Norwegia                 | Mistrzostwa Europy 2010 – 1. miejsce | 3. miejsce       | Mistrzostwo (1999)                   |
| Szwecja                  | Mistrzostwa Europy 2010 – 2 miejsce  | 13. miejsce      | 6. miejsce (1993)                    |
| Rumunia                  | Mistrzostwa Europy 2010 – 3 miejsce  | 8. miejsce       | Mistrzostwo (1962)                   |
| Czarnogóra               | Europa - Play-off                    | Nie startowały   |                                      |
| Holandia                 | Europa - Play-off                    | Nie startowały   |                                      |
| Hiszpania                | Europa - Play-off                    | 4. miejsce       |                                      |
| Francja                  | Europa - Play-off                    | 2.miejsce        |                                      |
| Chorwacja                | Europa - Play-off                    | Nie startowały   |                                      |
| Islandia                 | Europa - Play-off                    | Nie startowały   |                                      |
| Niemcy                   | Europa - Play-off                    | 7.miejsce        |                                      |
| Dania                    | Europa - Play-off                    | 5.miejsce        |                                      |
| Kazachstan               | Mistrzostwa Azji 2010 – 1 miejsce    | 22. miejsce      | 22. miejsce                          |
| Korea Południowa         | Mistrzostwa Azji 2010 – 2 miejsce    | 6. miejsce       | Mistrzostwo (1995)                   |
| Chiny                    | Mistrzostwa Azji 2010 – 3 miejsce    | 12. miejsce      | 8. miejsce (1990)                    |
| Japonia                  | Mistrzostwa Azji 2010 – 4 miejsce    | 16. miejsce      | 7. miejsce (1965)                    |
| Angola                   | Mistrzostwa Afryki 2010 – 1 miejsce  | 11. miejsce      | 7. miejsce (2007)                    |
| Tunezja                  | Mistrzostwa Afryki 2010 – 2 miejsce  | 14. miejsce      | 12. miejsce (1975)                   |
| Wybrzeże Kości Słoniowej | Mistrzostwa Afryki 2010 – 3 miejsce  | 18. miejsce      | 18. miejsce (2009)                   |
| Argentyna                | Mistrzostwa Ameryki 2011 – 2 miejsce | 19. miejsce      | 19. miejsce (2009)                   |
| Kuba                     | Mistrzostwa Ameryki 2011 – 3 miejsce | Nie startowały   | 21. miejsce (1999)                   |
| Urugwaj                  | Mistrzostwa Ameryki 2011 – 4 miejsce | Nie startowały   | 23. miejsce (2001, 2005)             |
| Australia                | Mistrz Oceanii                       |                  |                                      |

## Koszyki
| Koszyk 1                               | Koszyk 2                                    | Koszyk 3                                   | Koszyk 4                                          | Koszyk 5                                              | Koszyk 6                                   |
| -------------------------------------- | ------------------------------------------- | ------------------------------------------ | ------------------------------------------------- | ----------------------------------------------------- | ------------------------------------------ |
| - Rosja - Norwegia - Szwecja - Rumunia | - Dania - Kazachstan - Francja - Czarnogóra | - Holandia - Chorwacja - Brazylia - Angola | - Korea Południowa - Niemcy - Tunezja - Argentyna | - Chiny - Hiszpania - Wybrzeże Kości Słoniowej - Kuba | - Japonia - Islandia - Urugwaj - Australia |

### Faza grupowa
| Grupa A                                                     | Grupa B                                                                    | Grupa C                                                   | Grupa D                                                                        |
| ----------------------------------------------------------- | -------------------------------------------------------------------------- | --------------------------------------------------------- | ------------------------------------------------------------------------------ |
| - Angola - ChRL - Czarnogóra - Islandia - Niemcy - Norwegia | - Australia - Hiszpania - Holandia - Kazachstan - Korea Południowa - Rosja | - Brazylia - Francja - Japonia - Kuba - Rumunia - Tunezja | - Argentyna - Chorwacja - Dania - Szwecja - Urugwaj - Wybrzeże Kości Słoniowej |

## Faza wstępna

### Grupa A (Santos)
| Zespół     | M | Z | R | P | G + | G - | +/- | Pkt |
| ---------- | - | - | - | - | --- | --- | --- | --- |
| Norwegia   | 5 | 4 | 0 | 1 | 152 | 108 | +44 | 8   |
| Angola     | 5 | 3 | 0 | 2 | 129 | 100 | +29 | 6   |
| Czarnogóra | 5 | 3 | 0 | 2 | 143 | 115 | +28 | 6   |
| Islandia   | 5 | 3 | 0 | 2 | 109 | 112 | -3  | 6   |
| Niemcy     | 5 | 2 | 0 | 3 | 120 | 126 | -6  | 4   |
| Chiny      | 5 | 0 | 0 | 5 | 98  | 161 | -63 | 0   |

| 4.3 grudnia 2011 | Czarnogóra                           | 21:22(10:11) | Islandia            | Arena Santos, Santos Sędzia: Menezes, Pinto |
| 4.3 grudnia 2011 | Bojana Popović, Katarina Bulatović 6 | 21:22(10:11) | Karen Knútsdóttir 6 | Arena Santos, Santos Sędzia: Menezes, Pinto |
| 4.3 grudnia 2011 | 6× · 3×                              | 21:22(10:11) | 1× · 4× · 1×        | Arena Santos, Santos Sędzia: Menezes, Pinto |

| 5.3 grudnia 2011 | Norwegia             | 28:31(14:13) | Niemcy               | Arena Santos, Santos Widzów: 1 200 Sędzia: Gubica, Milošević |
| 5.3 grudnia 2011 | Linn Jørum Sulland 6 | 28:31(14:13) | Franziska Mietzner 8 | Arena Santos, Santos Widzów: 1 200 Sędzia: Gubica, Milošević |
| 5.3 grudnia 2011 | 1×                   | 28:31(14:13) | 2× · 3×              | Arena Santos, Santos Widzów: 1 200 Sędzia: Gubica, Milošević |

| 6.3 grudnia 2011 | Angola          | 30:29(10:12) | Chiny         | Arena Santos, Santos Widzów: 200 Sędzia: Johansson, Kliko |
| 6.3 grudnia 2011 | 4 zawodniczki 5 | 30:29(10:12) | Zhao Jiaqin 6 | Arena Santos, Santos Widzów: 200 Sędzia: Johansson, Kliko |
| 6.3 grudnia 2011 | 2× · 2×         | 30:29(10:12) | 3× · 3×       | Arena Santos, Santos Widzów: 200 Sędzia: Johansson, Kliko |

| 13.4 grudnia 2011 | Niemcy               | 24:25(10:12) | Czarnogóra           | Arena Santos, Santos Widzów: 400 Sędzia: Johansson, Kliko |
| 13.4 grudnia 2011 | Franziska Mietzner 8 | 24:25(10:12) | Katarina Bulatović 8 | Arena Santos, Santos Widzów: 400 Sędzia: Johansson, Kliko |
| 13.4 grudnia 2011 | 3× · 3×              | 24:25(10:12) | 2× · 3×              | Arena Santos, Santos Widzów: 400 Sędzia: Johansson, Kliko |

| 14.4 grudnia 2011 | Chiny         | 16:43(7:20) | Norwegia     | Arena Santos, Santos Widzów: 1000 Sędzia: Bonaventura, Bonaventura |
| 14.4 grudnia 2011 | Lan Chunlei 7 | 16:43(7:20) | Heidi Løke 7 | Arena Santos, Santos Widzów: 1000 Sędzia: Bonaventura, Bonaventura |
| 14.4 grudnia 2011 | 5× · 3×       | 16:43(7:20) | 3×           | Arena Santos, Santos Widzów: 1000 Sędzia: Bonaventura, Bonaventura |

| 15.4 grudnia 2011 | Islandia                | 24:28(12:15) | Angola            | Arena Santos, Santos Widzów: 450 Sędzia: Gubica, Milošević |
| 15.4 grudnia 2011 | Stella Sigurðardóttir 7 | 24:28(12:15) | Marcelina Kiala 6 | Arena Santos, Santos Widzów: 450 Sędzia: Gubica, Milošević |
| 15.4 grudnia 2011 | 2× · 3×                 | 24:28(12:15) | 4× · 3×           | Arena Santos, Santos Widzów: 450 Sędzia: Gubica, Milošević |

| 25.6 grudnia 2011 | Czarnogóra       | 28:26(14:13) | Angola            | Arena Santos, Santos Widzów: 350 Sędzia: Bonaventura, Bonaventura |
| 25.6 grudnia 2011 | Bojana Popović 6 | 28:26(14:13) | Marcelina Kiala 7 | Arena Santos, Santos Widzów: 350 Sędzia: Bonaventura, Bonaventura |
| 25.6 grudnia 2011 | 2× · 3×          | 28:26(14:13) | 3× · 2×           | Arena Santos, Santos Widzów: 350 Sędzia: Bonaventura, Bonaventura |

| 26.6 grudnia 2011 | Norwegia             | 27:14(14:7) | Islandia                | Arena Santos, Santos Widzów: 700 Sędzia: Johansson, Kliko |
| 26.6 grudnia 2011 | Linn Jørum Sulland 6 | 27:14(14:7) | Stella Sigurðardóttir 5 | Arena Santos, Santos Widzów: 700 Sędzia: Johansson, Kliko |
| 26.6 grudnia 2011 | 3× · 5×              | 27:14(14:7) | 3× · 4×                 | Arena Santos, Santos Widzów: 700 Sędzia: Johansson, Kliko |

| 27.6 grudnia 2011 | Niemcy                               | 23:22(7:12) | Chiny    | Arena Santos, Santos Widzów: 400 Sędzia: Menezes, Pinto |
| 27.6 grudnia 2011 | Franziska Mietzner, Katja Langkeit 4 | 23:22(7:12) | Li Yao 5 | Arena Santos, Santos Widzów: 400 Sędzia: Menezes, Pinto |
| 27.6 grudnia 2011 | 3× · 5×                              | 23:22(7:12) | 3× · 6×  | Arena Santos, Santos Widzów: 400 Sędzia: Menezes, Pinto |

| 37.7 grudnia 2011 | Czarnogóra          | 42:15(19:7) | Chiny         | Arena Santos, Santos Widzów: 200 Sędzia: Gubica, Milošević |
| 37.7 grudnia 2011 | Jovanka Radičević 9 | 42:15(19:7) | Lan Chunlei 4 | Arena Santos, Santos Widzów: 200 Sędzia: Gubica, Milošević |
| 37.7 grudnia 2011 | 2× · 3×             | 42:15(19:7) | 4× · 3×       | Arena Santos, Santos Widzów: 200 Sędzia: Gubica, Milošević |

| 38.7 grudnia 2011 | Angola            | 20:26(10:16) | Norwegia              | Arena Santos, Santos Widzów: 800 Sędzia: Pinto, Menezes |
| 38.7 grudnia 2011 | Marcelina Kiala 7 | 20:26(10:16) | Linn Jørum Sulland 10 | Arena Santos, Santos Widzów: 800 Sędzia: Pinto, Menezes |
| 38.7 grudnia 2011 | 5× · 3×           | 20:26(10:16) | 6× · 3× · 2×          | Arena Santos, Santos Widzów: 800 Sędzia: Pinto, Menezes |

| 39.7 grudnia 2011 | Islandia            | 26:20(13:12) | Niemcy               | Arena Santos, Santos Widzów: 500 Sędzia: Bonaventura, Bonaventura |
| 39.7 grudnia 2011 | Karen Knútsdóttir 9 | 26:20(13:12) | Franziska Mietzner 8 | Arena Santos, Santos Widzów: 500 Sędzia: Bonaventura, Bonaventura |
| 39.7 grudnia 2011 | 5× · 3×             | 26:20(13:12) | 5× · 3×              | Arena Santos, Santos Widzów: 500 Sędzia: Bonaventura, Bonaventura |

| 49.9 grudnia 2011 | Angola        | 25:22(14:10) | Niemcy             | Arena Santos, Santos Widzów: 400 Sędzia: Gubica, Milošević |
| 49.9 grudnia 2011 | Luisa Kiala 8 | 25:22(14:10) | Stefanie Melbeck 7 | Arena Santos, Santos Widzów: 400 Sędzia: Gubica, Milošević |
| 49.9 grudnia 2011 | 6× · 2×       | 25:22(14:10) | 3× · 2×            | Arena Santos, Santos Widzów: 400 Sędzia: Gubica, Milošević |

| 50.9 grudnia 2011 | Norwegia             | 28:27(15:11) | Czarnogóra                           | Arena Santos, Santos Widzów: 800 Sędzia: Bonaventura, Bonaventura |
| 50.9 grudnia 2011 | Linn Jørum Sulland 9 | 28:27(15:11) | Bojana Popović, Katarina Bulatović 7 | Arena Santos, Santos Widzów: 800 Sędzia: Bonaventura, Bonaventura |
| 50.9 grudnia 2011 | 4× · 3×              | 28:27(15:11) | 10× · 3× · 2×                        | Arena Santos, Santos Widzów: 800 Sędzia: Bonaventura, Bonaventura |

| 51.9 grudnia 2011 | Chiny    | 16:23(15:11) | Islandia            | Arena Santos, Santos Widzów: 100 Sędzia: Kliko, Johansson |
| 51.9 grudnia 2011 | Wu Yin 5 | 16:23(15:11) | Dagný Skúladóttir 8 | Arena Santos, Santos Widzów: 100 Sędzia: Kliko, Johansson |
| 51.9 grudnia 2011 | 5× · 4×  | 16:23(15:11) | 6× · 4×             | Arena Santos, Santos Widzów: 100 Sędzia: Kliko, Johansson |

### Grupa B (Barueri)
| Zespół           | M | Z | R | P | G + | G - | +/-  | Pkt |
| ---------------- | - | - | - | - | --- | --- | ---- | --- |
| Rosja            | 5 | 5 | 0 | 0 | 181 | 99  | +82  | 10  |
| Hiszpania        | 5 | 4 | 0 | 1 | 151 | 108 | +43  | 8   |
| Korea Południowa | 5 | 3 | 0 | 2 | 164 | 124 | +40  | 6   |
| Holandia         | 5 | 2 | 0 | 3 | 164 | 142 | +22  | 4   |
| Kazachstan       | 5 | 1 | 0 | 4 | 113 | 133 | -20  | 2   |
| Australia        | 5 | 0 | 0 | 5 | 52  | 219 | -167 | 0   |

| 7.3 grudnia 2011 | Kazachstan          | 37:9(20:6) | Australia              | Ginásio José Corrêa, Barueri Widzów: 200 Sędzia: Abid, Chaouch |
| 7.3 grudnia 2011 | Xeniya Volnukhina 7 | 37:9(20:6) | Allira Hudson-Gofers 3 | Ginásio José Corrêa, Barueri Widzów: 200 Sędzia: Abid, Chaouch |
| 7.3 grudnia 2011 | 4× · 3×             | 37:9(20:6) | 4× · 3×                | Ginásio José Corrêa, Barueri Widzów: 200 Sędzia: Abid, Chaouch |

| 8.3 grudnia 2011 | Rosja                              | 39:24(19:13) | Korea Południowa | Ginásio José Corrêa, Barueri Widzów: 300 Sędzia: Gjeding, Hansen |
| 8.3 grudnia 2011 | Irina Bliznowa, Tatiana Chmyrowa 6 | 39:24(19:13) | Woo Sun-hee 7    | Ginásio José Corrêa, Barueri Widzów: 300 Sędzia: Gjeding, Hansen |
| 8.3 grudnia 2011 | 4× · 3×                            | 39:24(19:13) | 2× · 2×          | Ginásio José Corrêa, Barueri Widzów: 300 Sędzia: Gjeding, Hansen |

| 9.3 grudnia 2011 | Holandia               | 27:34(15:18) | Hiszpania       | Ginásio José Corrêa, Barueri Widzów: 300 Sędzia: Diabate, Coulibaly |
| 9.3 grudnia 2011 | Pearl van der Wissel 6 | 27:34(15:18) | 3 zawodniczki 6 | Ginásio José Corrêa, Barueri Widzów: 300 Sędzia: Diabate, Coulibaly |
| 9.3 grudnia 2011 | 6× · 3×                | 27:34(15:18) | 5× · 3×         | Ginásio José Corrêa, Barueri Widzów: 300 Sędzia: Diabate, Coulibaly |

| 16.4 grudnia 2011 | Korea Południowa | 31:19(16:4) | Kazachstan            | Ginásio José Corrêa, Barueri Widzów: 300 Sędzia: Diabate, Coulibaly |
| 16.4 grudnia 2011 | 3 zawodniczki 4  | 31:19(16:4) | Krsitina Nedopekina 5 | Ginásio José Corrêa, Barueri Widzów: 300 Sędzia: Diabate, Coulibaly |
| 16.4 grudnia 2011 | 2× · 2×          | 31:19(16:4) | 2× · 2×               | Ginásio José Corrêa, Barueri Widzów: 300 Sędzia: Diabate, Coulibaly |

| 17.4 grudnia 2011 | Hiszpania       | 22:28(9:14) | Rosja         | Ginásio José Corrêa, Barueri Widzów: 300 Sędzia: Marina, Minore |
| 17.4 grudnia 2011 | Carmen Martín 5 | 22:28(9:14) | Olga Lewina 7 | Ginásio José Corrêa, Barueri Widzów: 300 Sędzia: Marina, Minore |
| 17.4 grudnia 2011 | 5× · 4×         | 22:28(9:14) | 5× · 2×       | Ginásio José Corrêa, Barueri Widzów: 300 Sędzia: Marina, Minore |

| 18.4 grudnia 2011 | Australia                          | 15:53(6:27) | Holandia           | Ginásio José Corrêa, Barueri Widzów: 300 Sędzia: Gjeding, Hansen |
| 18.4 grudnia 2011 | Allira Hudson-Gofers, Mary Kelly 3 | 15:53(6:27) | Estavana Polman 11 | Ginásio José Corrêa, Barueri Widzów: 300 Sędzia: Gjeding, Hansen |
| 18.4 grudnia 2011 | 2× · 4× · 1×                       | 15:53(6:27) | 2× · 2×            | Ginásio José Corrêa, Barueri Widzów: 300 Sędzia: Gjeding, Hansen |

| 28.6 grudnia 2011 | Rosja            | 45:8(21:4) | Australia       | Ginásio José Corrêa, Barueri Widzów: 500 Sędzia: Diabate, Coulibaly |
| 28.6 grudnia 2011 | Irina Bliznowa 8 | 45:8(21:4) | Danielle Cook 2 | Ginásio José Corrêa, Barueri Widzów: 500 Sędzia: Diabate, Coulibaly |
| 28.6 grudnia 2011 | 2× · 3×          | 45:8(21:4) | 2× · 2×         | Ginásio José Corrêa, Barueri Widzów: 500 Sędzia: Diabate, Coulibaly |

| 29.6 grudnia 2011 | Kazachstan           | 20:32(8:18) | Holandia       | Ginásio José Corrêa, Barueri Widzów: 500 Sędzia: Marina, Minore |
| 29.6 grudnia 2011 | Irina Baranovskaya 6 | 20:32(8:18) | Lois Abbingh 7 | Ginásio José Corrêa, Barueri Widzów: 500 Sędzia: Marina, Minore |
| 29.6 grudnia 2011 | 6× · 4×              | 20:32(8:18) | 5× · 3×        | Ginásio José Corrêa, Barueri Widzów: 500 Sędzia: Marina, Minore |

| 30.6 grudnia 2011 | Korea Południowa | 26:29(12:13) | Hiszpania      | Ginásio José Corrêa, Barueri Widzów: 200 Sędzia: Gjeding, Hansen |
| 30.6 grudnia 2011 | Choi Im-jeong 8  | 26:29(12:13) | Marta Mangué 6 | Ginásio José Corrêa, Barueri Widzów: 200 Sędzia: Gjeding, Hansen |
| 30.6 grudnia 2011 | 2× · 1×          | 26:29(12:13) | 4× · 3×        | Ginásio José Corrêa, Barueri Widzów: 200 Sędzia: Gjeding, Hansen |

| 40.7 grudnia 2011 | Holandia               | 26:35(10:18) | Rosja               | Ginásio José Corrêa, Barueri Widzów: 400 Sędzia: Gjeding, Hansen |
| 40.7 grudnia 2011 | Pearl van der Wissel 7 | 26:35(10:18) | Ludmiła Bodnijewa 7 | Ginásio José Corrêa, Barueri Widzów: 400 Sędzia: Gjeding, Hansen |
| 40.7 grudnia 2011 | 6× · 2×                | 26:35(10:18) | 2× · 2×             | Ginásio José Corrêa, Barueri Widzów: 400 Sędzia: Gjeding, Hansen |

| 41.7 grudnia 2011 | Kazachstan          | 18:27(8:11) | Hiszpania        | Ginásio José Corrêa, Barueri Widzów: 450 Sędzia: Diabate, Coulibaly |
| 41.7 grudnia 2011 | Xeniya Volnukhina 6 | 18:27(8:11) | Jessica Alonso 6 | Ginásio José Corrêa, Barueri Widzów: 450 Sędzia: Diabate, Coulibaly |
| 41.7 grudnia 2011 | 5× · 1×             | 18:27(8:11) | 1× · 3×          | Ginásio José Corrêa, Barueri Widzów: 450 Sędzia: Diabate, Coulibaly |

| 42.7 grudnia 2011 | Australia       | 11:45(3:24) | Korea Południowa  | Ginásio José Corrêa, Barueri Widzów: 200 Sędzia: Abid, Chaouch |
| 42.7 grudnia 2011 | Danielle Cook 5 | 11:45(3:24) | Yoon Hyun-kyung 7 | Ginásio José Corrêa, Barueri Widzów: 200 Sędzia: Abid, Chaouch |
| 42.7 grudnia 2011 | 4× · 3×         | 11:45(3:24) | 1× · 3×           | Ginásio José Corrêa, Barueri Widzów: 200 Sędzia: Abid, Chaouch |

| 52.9 grudnia 2011 | Hiszpania        | 39:9(18:5) | Australia       | Ginásio José Corrêa, Barueri Widzów: 300 Sędzia: Diabate, Coulibaly |
| 52.9 grudnia 2011 | Jessica Alonso 7 | 39:9(18:5) | 3 zawodniczki 3 | Ginásio José Corrêa, Barueri Widzów: 300 Sędzia: Diabate, Coulibaly |
| 52.9 grudnia 2011 | 2×               | 39:9(18:5) | 5× · 3×         | Ginásio José Corrêa, Barueri Widzów: 300 Sędzia: Diabate, Coulibaly |

| 53.9 grudnia 2011 | Holandia       | 26:38(10:18) | Korea Południowa | Ginásio José Corrêa, Barueri Widzów: 300 Sędzia: Marina, Minore |
| 53.9 grudnia 2011 | Lois Abbingh 4 | 26:38(10:18) | Kim Cha-youn 8   | Ginásio José Corrêa, Barueri Widzów: 300 Sędzia: Marina, Minore |
| 53.9 grudnia 2011 | 3× · 4×        | 26:38(10:18) | 2× · 3×          | Ginásio José Corrêa, Barueri Widzów: 300 Sędzia: Marina, Minore |

| 54.9 grudnia 2011 | Rosja           | 34:19(13:13) | Kazachstan          | Ginásio José Corrêa, Barueri Widzów: 200 Sędzia: Abid, Chanouch |
| 54.9 grudnia 2011 | Emilija Turej 7 | 34:19(13:13) | Xeniya Volnukhina 6 | Ginásio José Corrêa, Barueri Widzów: 200 Sędzia: Abid, Chanouch |
| 54.9 grudnia 2011 | 6× · 4× · 1×    | 34:19(13:13) | 10× · 2× · 1×       | Ginásio José Corrêa, Barueri Widzów: 200 Sędzia: Abid, Chanouch |

### Grupa C (São Paulo)
| Zespół   | M | Z | R | P | G + | G - | +/- | Pkt |
| -------- | - | - | - | - | --- | --- | --- | --- |
| Brazylia | 5 | 5 | 0 | 0 | 162 | 128 | +34 | 10  |
| Francja  | 5 | 4 | 0 | 1 | 165 | 103 | +62 | 8   |
| Rumunia  | 5 | 2 | 1 | 2 | 139 | 155 | -16 | 5   |
| Japonia  | 5 | 2 | 1 | 2 | 138 | 156 | -18 | 3   |
| Tunezja  | 5 | 1 | 0 | 4 | 141 | 150 | -9  | 2   |
| Kuba     | 5 | 0 | 0 | 5 | 119 | 172 | -53 | 0   |

| 1.2 grudnia 2011 | Brazylia                  | 37:21(17:11) | Kuba            | Ginásio do Ibirapuera, São Paulo Widzów: 3 000 Sędzia: Arntsen, Gullaksen |
| 1.2 grudnia 2011 | Alexandra Do Nascimento 7 | 37:21(17:11) | Yenma Ramírez 9 | Ginásio do Ibirapuera, São Paulo Widzów: 3 000 Sędzia: Arntsen, Gullaksen |
| 1.2 grudnia 2011 | 3× · 2×                   | 37:21(17:11) | 4× · 3×         | Ginásio do Ibirapuera, São Paulo Widzów: 3 000 Sędzia: Arntsen, Gullaksen |

| 2.3 grudnia 2011 | Rumunia       | 30:28(14:15) | Tunezja         | Ginásio do Ibirapuera, São Paulo Widzów: 500 Sędzia: Al Suwaidi, Bamatraf |
| 2.3 grudnia 2011 | Adina Fiera 8 | 30:28(14:15) | 3 zawodniczki 5 | Ginásio do Ibirapuera, São Paulo Widzów: 500 Sędzia: Al Suwaidi, Bamatraf |
| 2.3 grudnia 2011 | 4× · 3×       | 30:28(14:15) | 1× · 3×         | Ginásio do Ibirapuera, São Paulo Widzów: 500 Sędzia: Al Suwaidi, Bamatraf |

| 19.3 grudnia 2011 | Kuba              | 27:33(14:20) | Rumunia         | Ginásio do Ibirapuera, São Paulo Widzów: 300 Sędzia: Liu, Liu |
| 19.3 grudnia 2011 | Lisandra Lussón 8 | 27:33(14:20) | 4 zawodniczki 5 | Ginásio do Ibirapuera, São Paulo Widzów: 300 Sędzia: Liu, Liu |
| 19.3 grudnia 2011 | 2× · 2×           | 27:33(14:20) | 2× · 3×         | Ginásio do Ibirapuera, São Paulo Widzów: 300 Sędzia: Liu, Liu |

| 20.5 grudnia 2011 | Tunezja         | 17:25(9:12) | Francja         | Ginásio do Ibirapuera, São Paulo Widzów: 500 Sędzia: Garcia Serradilla, Marin Lorente |
| 20.5 grudnia 2011 | Mouna Chebbah 6 | 17:25(9:12) | Audrey Deroin 6 | Ginásio do Ibirapuera, São Paulo Widzów: 500 Sędzia: Garcia Serradilla, Marin Lorente |
| 20.5 grudnia 2011 | 4× · 3×         | 17:25(9:12) | 4× · 3×         | Ginásio do Ibirapuera, São Paulo Widzów: 500 Sędzia: Garcia Serradilla, Marin Lorente |

| 21.5 grudnia 2011 | Japonia            | 24:32(12:16) | Brazylia                  | Ginásio do Ibirapuera, São Paulo Widzów: 1 500 Sędzia: Gatelis, Mazeika |
| 21.5 grudnia 2011 | Shiori Kamimachi 7 | 24:32(12:16) | Alexandra Do Nascimento 7 | Ginásio do Ibirapuera, São Paulo Widzów: 1 500 Sędzia: Gatelis, Mazeika |
| 21.5 grudnia 2011 | 5× · 2×            | 24:32(12:16) | 4× · 2×                   | Ginásio do Ibirapuera, São Paulo Widzów: 1 500 Sędzia: Gatelis, Mazeika |

| 31.6 grudnia 2011 | Tunezja         | 32:29(18:11) | Kuba             | Ginásio do Ibirapuera, São Paulo Widzów: 200 Sędzia: Arntsen, Gullaksen |
| 31.6 grudnia 2011 | Ines Khouildi 8 | 32:29(18:11) | Suleikiy Gómez 9 | Ginásio do Ibirapuera, São Paulo Widzów: 200 Sędzia: Arntsen, Gullaksen |
| 31.6 grudnia 2011 | 8× · 2× · 1×    | 32:29(18:11) | 5× · 2×          | Ginásio do Ibirapuera, São Paulo Widzów: 200 Sędzia: Arntsen, Gullaksen |

| 32.6 grudnia 2011 | Rumunia                   | 28:28(13:12) | Japonia      | Ginásio do Ibirapuera, São Paulo Widzów: 600 Sędzia: Garcia Serradilla, Marin Lorente |
| 32.6 grudnia 2011 | Valentina Ardean-Elisei 9 | 28:28(13:12) | Shio Fuji 11 | Ginásio do Ibirapuera, São Paulo Widzów: 600 Sędzia: Garcia Serradilla, Marin Lorente |
| 32.6 grudnia 2011 | 7× · 3×                   | 28:28(13:12) | 4× · 3×      | Ginásio do Ibirapuera, São Paulo Widzów: 600 Sędzia: Garcia Serradilla, Marin Lorente |

| 33.6 grudnia 2011 | Francja          | 22:26(17:10) | Brazylia              | Ginásio do Ibirapuera, São Paulo Widzów: 3 500 Sędzia: Al Suwaidi, Bamatraf |
| 33.6 grudnia 2011 | Allison Pineau 5 | 22:26(17:10) | Ana Paula Rodrigues 6 | Ginásio do Ibirapuera, São Paulo Widzów: 3 500 Sędzia: Al Suwaidi, Bamatraf |
| 33.6 grudnia 2011 | 1× · 3×          | 22:26(17:10) | 4× · 1×               | Ginásio do Ibirapuera, São Paulo Widzów: 3 500 Sędzia: Al Suwaidi, Bamatraf |

| 43.6 grudnia 2011 | Japonia      | 32:31(16:16) | Tunezja       | Ginásio do Ibirapuera, São Paulo Widzów: 500 Sędzia: Gatelis, Mazeika |
| 43.6 grudnia 2011 | Shio Fuji 11 | 32:31(16:16) | Raja Toumi 12 | Ginásio do Ibirapuera, São Paulo Widzów: 500 Sędzia: Gatelis, Mazeika |
| 43.6 grudnia 2011 | 4× · 3×      | 32:31(16:16) | 7× · 3× · 1×  | Ginásio do Ibirapuera, São Paulo Widzów: 500 Sędzia: Gatelis, Mazeika |

| 44.8 grudnia 2011 | Francja             | 38:18(17:8) | Kuba            | Ginásio do Ibirapuera, São Paulo Widzów: 1 000 Sędzia: Hizaki, Hikebuchi |
| 44.8 grudnia 2011 | Angélique Spincer 6 | 38:18(17:8) | Yenma Ramírez 5 | Ginásio do Ibirapuera, São Paulo Widzów: 1 000 Sędzia: Hizaki, Hikebuchi |
| 44.8 grudnia 2011 | 3×                  | 38:18(17:8) | 6× · 2×         | Ginásio do Ibirapuera, São Paulo Widzów: 1 000 Sędzia: Hizaki, Hikebuchi |

| 45.8 grudnia 2011 | Brazylia                  | 33:28(14:11) | Rumunia                         | Ginásio do Ibirapuera, São Paulo Widzów: 3 000 Sędzia: Cohen, Peretz |
| 45.8 grudnia 2011 | Alexandra Do Nascimento 8 | 33:28(14:11) | Aurelia Brădeanu, Iulia Curea 5 | Ginásio do Ibirapuera, São Paulo Widzów: 3 000 Sędzia: Cohen, Peretz |
| 45.8 grudnia 2011 | 7× · 3× · 1×              | 33:28(14:11) | 6× · 4×                         | Ginásio do Ibirapuera, São Paulo Widzów: 3 000 Sędzia: Cohen, Peretz |

| 55.9 grudnia 2011 | Kuba                | 24:32(9:16) | Japonia             | Ginásio do Ibirapuera, São Paulo Widzów: 200 Sędzia: Liu, Liu |
| 55.9 grudnia 2011 | Maricet Fernández 9 | 24:32(9:16) | Shiori Kamimachi 10 | Ginásio do Ibirapuera, São Paulo Widzów: 200 Sędzia: Liu, Liu |
| 55.9 grudnia 2011 | 5× · 3×             | 24:32(9:16) | 1× · 3×             | Ginásio do Ibirapuera, São Paulo Widzów: 200 Sędzia: Liu, Liu |

| 56.9 grudnia 2011 | Rumunia      | 20:39(12:20) | Francja           | Ginásio do Ibirapuera, São Paulo Widzów: 600 Sędzia: Garcia Serradilla, Marin Lorente |
| 56.9 grudnia 2011 | Oana Manea 4 | 20:39(12:20) | Paule Baudouin 10 | Ginásio do Ibirapuera, São Paulo Widzów: 600 Sędzia: Garcia Serradilla, Marin Lorente |
| 56.9 grudnia 2011 | 3× · 3×      | 20:39(12:20) | 5× · 3× · 1×      | Ginásio do Ibirapuera, São Paulo Widzów: 600 Sędzia: Garcia Serradilla, Marin Lorente |

| 57.9 grudnia 2011 | Brazylia          | 34:33(16:20) | Tunezja           | Ginásio do Ibirapuera, São Paulo Widzów: 1 500 Sędzia: Al Suwaidi, Bamatraf |
| 57.9 grudnia 2011 | Francine Moraes 8 | 34:33(16:20) | Rafika Marzouk 10 | Ginásio do Ibirapuera, São Paulo Widzów: 1 500 Sędzia: Al Suwaidi, Bamatraf |
| 57.9 grudnia 2011 | 6× · 3×           | 34:33(16:20) | 4× · 3×           | Ginásio do Ibirapuera, São Paulo Widzów: 1 500 Sędzia: Al Suwaidi, Bamatraf |

### Grupa D (São Bernardo do Campo)
| Zespół                   | M | Z | R | P | G + | G - | +/- | Pkt |
| ------------------------ | - | - | - | - | --- | --- | --- | --- |
| Dania                    | 5 | 5 | 0 | 0 | 148 | 78  | +70 | 10  |
| Chorwacja                | 5 | 4 | 0 | 1 | 150 | 112 | +38 | 8   |
| Szwecja                  | 5 | 3 | 0 | 2 | 141 | 97  | +44 | 6   |
| Wybrzeże Kości Słoniowej | 5 | 2 | 0 | 3 | 118 | 145 | -27 | 4   |
| Urugwaj                  | 5 | 1 | 0 | 4 | 82  | 159 | -77 | 2   |
| Argentyna                | 5 | 0 | 0 | 5 | 77  | 135 | -58 | 0   |

| 10.3 grudnia 2011 | Szwecja                           | 37:11(19:7) | Argentyna         | Ginásio Adib Moyses Dib, São Bernardo do Campo Widzów: 100 Sędzia: Hizaki, Ikebuchi |
| 10.3 grudnia 2011 | Matilda Boson, Hanna Fogelström 5 | 37:11(19:7) | Luciana Mendoza 3 | Ginásio Adib Moyses Dib, São Bernardo do Campo Widzów: 100 Sędzia: Hizaki, Ikebuchi |
| 10.3 grudnia 2011 | 2× · 4×                           | 37:11(19:7) | 3× · 2×           | Ginásio Adib Moyses Dib, São Bernardo do Campo Widzów: 100 Sędzia: Hizaki, Ikebuchi |

| 11.3 grudnia 2011 | Dania                  | 36:10(20:6) | Urugwaj        | Ginásio Adib Moyses Dib, São Bernardo do Campo Widzów: 400 Sędzia: Liu, Liu |
| 11.3 grudnia 2011 | Kristina Kristiansen 7 | 36:10(20:6) | Eliana Falco 3 | Ginásio Adib Moyses Dib, São Bernardo do Campo Widzów: 400 Sędzia: Liu, Liu |
| 11.3 grudnia 2011 | 3× · 3×                | 36:10(20:6) | 2× · 3×        | Ginásio Adib Moyses Dib, São Bernardo do Campo Widzów: 400 Sędzia: Liu, Liu |

| 12.3 grudnia 2011 | Chorwacja        | 36:20(20:10) | Wybrzeże Kości Słoniowej | Ginásio Adib Moyses Dib, São Bernardo do Campo Widzów: 400 Sędzia: Gatelis, Mazeika |
| 12.3 grudnia 2011 | Andrea Penezić 7 | 36:20(20:10) | N'Cho Elodie Mambo 5     | Ginásio Adib Moyses Dib, São Bernardo do Campo Widzów: 400 Sędzia: Gatelis, Mazeika |
| 12.3 grudnia 2011 | 6× · 3×          | 36:20(20:10) | 3× · 2×                  | Ginásio Adib Moyses Dib, São Bernardo do Campo Widzów: 400 Sędzia: Gatelis, Mazeika |

| 22.5 grudnia 2011 | Wybrzeże Kości Słoniowej | 25:28(14:15) | Szwecja                                  | Ginásio Adib Moyses Dib, São Bernardo do Campo Widzów: 500 Sędzia: Al Suwaidi, Bamatraf |
| 22.5 grudnia 2011 | N'Cho Elodie Mambo 8     | 25:28(14:15) | Anna-Maria Johansson, Isabelle Gulldén 5 | Ginásio Adib Moyses Dib, São Bernardo do Campo Widzów: 500 Sędzia: Al Suwaidi, Bamatraf |
| 22.5 grudnia 2011 | 2× · 2×                  | 25:28(14:15) | 2× · 3×                                  | Ginásio Adib Moyses Dib, São Bernardo do Campo Widzów: 500 Sędzia: Al Suwaidi, Bamatraf |

| 23.5 grudnia 2011 | Argentyna         | 23:31(5:18) | Dania                  | Ginásio Adib Moyses Dib, São Bernardo do Campo Widzów: 500 Sędzia: Arntsen, Gullaksen |
| 23.5 grudnia 2011 | Luciana Mendoza 2 | 23:31(5:18) | Kristina Kristiansen 6 | Ginásio Adib Moyses Dib, São Bernardo do Campo Widzów: 500 Sędzia: Arntsen, Gullaksen |
| 23.5 grudnia 2011 | 3× · 2×           | 23:31(5:18) | 3× · 1×                | Ginásio Adib Moyses Dib, São Bernardo do Campo Widzów: 500 Sędzia: Arntsen, Gullaksen |

| 24.5 grudnia 2011 | Urugwaj          | 23:31(5:18) | Chorwacja        | Ginásio Adib Moyses Dib, São Bernardo do Campo Widzów: 500 Sędzia: Hizaki, Ikebuchi |
| 24.5 grudnia 2011 | Jussara Castro 5 | 23:31(5:18) | Dijana Jovetić 6 | Ginásio Adib Moyses Dib, São Bernardo do Campo Widzów: 500 Sędzia: Hizaki, Ikebuchi |
| 24.5 grudnia 2011 | 2× · 3×          | 23:31(5:18) | 1×               | Ginásio Adib Moyses Dib, São Bernardo do Campo Widzów: 500 Sędzia: Hizaki, Ikebuchi |

| 34.6 grudnia 2011 | Szwecja          | 31:14(13:7) | Urugwaj         | Ginásio Adib Moyses Dib, São Bernardo do Campo Widzów: 500 Sędzia: Hizaki, Ikebuchi |
| 34.6 grudnia 2011 | Jamina Roberts 6 | 31:14(13:7) | 3 zawodniczki 3 | Ginásio Adib Moyses Dib, São Bernardo do Campo Widzów: 500 Sędzia: Hizaki, Ikebuchi |
| 34.6 grudnia 2011 | 4× · 2×          | 31:14(13:7) | 1× · 3×         | Ginásio Adib Moyses Dib, São Bernardo do Campo Widzów: 500 Sędzia: Hizaki, Ikebuchi |

| 35.6 grudnia 2011 | Dania            | 23:19(10:8) | Chorwacja        | Ginásio Adib Moyses Dib, São Bernardo do Campo Widzów: 500 Sędzia: Gatelis, Mazeika |
| 35.6 grudnia 2011 | Trine Troelsen 6 | 23:19(10:8) | Andrea Penezić 9 | Ginásio Adib Moyses Dib, São Bernardo do Campo Widzów: 500 Sędzia: Gatelis, Mazeika |
| 35.6 grudnia 2011 | 7× · 3×          | 23:19(10:8) | 5× · 3×          | Ginásio Adib Moyses Dib, São Bernardo do Campo Widzów: 500 Sędzia: Gatelis, Mazeika |

| 36.6 grudnia 2011 | Argentyna                            | 19:25(8:14) | Wybrzeże Kości Słoniowej                  | Ginásio Adib Moyses Dib, São Bernardo do Campo Widzów: 500 Sędzia: Cohen, Peretz |
| 36.6 grudnia 2011 | Luciana Mendoza, Magdalena Decilio 5 | 19:25(8:14) | Paula Bredou Gondo, Julie Likany Toualy 5 | Ginásio Adib Moyses Dib, São Bernardo do Campo Widzów: 500 Sędzia: Cohen, Peretz |
| 36.6 grudnia 2011 | 4× · 2×                              | 19:25(8:14) | 6× · 2×                                   | Ginásio Adib Moyses Dib, São Bernardo do Campo Widzów: 500 Sędzia: Cohen, Peretz |

| 46.8 grudnia 2011 | Chorwacja         | 27:26(14:12) | Szwecja              | Ginásio Adib Moyses Dib, São Bernardo do Campo Widzów: 500 Sędzia: Garcia Serradilla, Marin Lorente |
| 46.8 grudnia 2011 | Kristina Franić 7 | 27:26(14:12) | Linnea Torstenson 10 | Ginásio Adib Moyses Dib, São Bernardo do Campo Widzów: 500 Sędzia: Garcia Serradilla, Marin Lorente |
| 46.8 grudnia 2011 | 5× · 4×           | 27:26(14:12) | 5× · 4× · 1×         | Ginásio Adib Moyses Dib, São Bernardo do Campo Widzów: 500 Sędzia: Garcia Serradilla, Marin Lorente |

| 47.8 grudnia 2011 | Dania                   | 38:17(22:7) | Wybrzeże Kości Słoniowej | Ginásio Adib Moyses Dib, São Bernardo do Campo Widzów: 300 Sędzia: Arntsen, Gullaksen |
| 47.8 grudnia 2011 | Kristina Bille Hansen 8 | 38:17(22:7) | Annabelle Courcelles 3   | Ginásio Adib Moyses Dib, São Bernardo do Campo Widzów: 300 Sędzia: Arntsen, Gullaksen |
| 47.8 grudnia 2011 | 3×                      | 38:17(22:7) | 3× · 3×                  | Ginásio Adib Moyses Dib, São Bernardo do Campo Widzów: 300 Sędzia: Arntsen, Gullaksen |

| 48.8 grudnia 2011 | Urugwaj          | 19:16(11:11) | Argentyna         | Ginásio Adib Moyses Dib, São Bernardo do Campo Widzów: 200 Sędzia: Liu, Liu |
| 48.8 grudnia 2011 | Jussara Castro 6 | 19:16(11:11) | Luciana Mendoza 6 | Ginásio Adib Moyses Dib, São Bernardo do Campo Widzów: 200 Sędzia: Liu, Liu |
| 48.8 grudnia 2011 | 3× · 2×          | 19:16(11:11) | 3× · 4×           | Ginásio Adib Moyses Dib, São Bernardo do Campo Widzów: 200 Sędzia: Liu, Liu |

| 58.9 grudnia 2011 | Wybrzeże Kości Słoniowej | 31:24(12:12) | Urugwaj          | Ginásio Adib Moyses Dib, São Bernardo do Campo Widzów: 300 Sędzia: Hizaki, Ikebuchi |
| 58.9 grudnia 2011 | N'Cho Elodie Mambo 8     | 31:24(12:12) | Jussara Castro 6 | Ginásio Adib Moyses Dib, São Bernardo do Campo Widzów: 300 Sędzia: Hizaki, Ikebuchi |
| 58.9 grudnia 2011 | 2× · 3×                  | 31:24(12:12) | 2× · 3×          | Ginásio Adib Moyses Dib, São Bernardo do Campo Widzów: 300 Sędzia: Hizaki, Ikebuchi |

| 59.9 grudnia 2011 | Szwecja        | 19:20(8:9) | Dania                                           | Ginásio Adib Moyses Dib, São Bernardo do Campo Widzów: 1 500 Sędzia: Gatelis, Mazeika |
| 59.9 grudnia 2011 | Johanna Ahlm 8 | 19:20(8:9) | Line Jørgensen, Ann Grete Osterballe-Nørgaard 4 | Ginásio Adib Moyses Dib, São Bernardo do Campo Widzów: 1 500 Sędzia: Gatelis, Mazeika |
| 59.9 grudnia 2011 | 4× · 3×        | 19:20(8:9) | 5× · 3×                                         | Ginásio Adib Moyses Dib, São Bernardo do Campo Widzów: 1 500 Sędzia: Gatelis, Mazeika |

| 60.9 grudnia 2011 | Chorwacja     | 23:18(9:11) | Argentyna           | Ginásio Adib Moyses Dib, São Bernardo do Campo Widzów: 400 Sędzia: Cohen, Peretz |
| 60.9 grudnia 2011 | Maja Zebić 6  | 23:18(9:11) | Magdalena Decilio 4 | Ginásio Adib Moyses Dib, São Bernardo do Campo Widzów: 400 Sędzia: Cohen, Peretz |
| 60.9 grudnia 2011 | 10× · 3× · 1× | 23:18(9:11) | 4× · 3×             | Ginásio Adib Moyses Dib, São Bernardo do Campo Widzów: 400 Sędzia: Cohen, Peretz |

### Mecze o miejsca 21-24
| 67.11 grudnia 2011 | Chiny          | 45:11(22:4) | Australia       | Ginásio do Ibirapuera, São Paulo Widzów: 100 Sędzia: Hizaki, Ikebuchi |
| 67.11 grudnia 2011 | Lan Chunlei 11 | 45:11(22:4) | Danielle Cook 4 | Ginásio do Ibirapuera, São Paulo Widzów: 100 Sędzia: Hizaki, Ikebuchi |
| 67.11 grudnia 2011 | 2× · 2×        | 45:11(22:4) | 2× · 3×         | Ginásio do Ibirapuera, São Paulo Widzów: 100 Sędzia: Hizaki, Ikebuchi |

| 68.11 grudnia 2011 | Kuba             | 25:20(12:11) | Argentyna         | Ginásio do Ibirapuera, São Paulo Widzów: 100 Sędzia: Al Suwaidi, Bamutraf |
| 68.11 grudnia 2011 | Suleikiy Gómez 9 | 25:20(12:11) | Luciana Mendoza 4 | Ginásio do Ibirapuera, São Paulo Widzów: 100 Sędzia: Al Suwaidi, Bamutraf |
| 68.11 grudnia 2011 | 11× · 2× · 1×    | 25:20(12:11) | 7× · 3×           | Ginásio do Ibirapuera, São Paulo Widzów: 100 Sędzia: Al Suwaidi, Bamutraf |

### Mecze o miejsca 17-20
| 65.11 grudnia 2011 | Niemcy             | 37:14(15:6) | Kazachstan          | Ginásio do Ibirapuera, São Paulo Widzów: 100 Sędzia: Arntsen, Gullaksen |
| 65.11 grudnia 2011 | Nadja Nadgornaja 6 | 37:14(15:6) | Xeniya Volnukhina 6 | Ginásio do Ibirapuera, São Paulo Widzów: 100 Sędzia: Arntsen, Gullaksen |
| 65.11 grudnia 2011 | 2×                 | 37:14(15:6) | 5× · 3× · 1×        | Ginásio do Ibirapuera, São Paulo Widzów: 100 Sędzia: Arntsen, Gullaksen |

| 66.11 grudnia 2011 | Tunezja          | 34:17(14:10) | Urugwaj         | Ginásio do Ibirapuera, São Paulo Widzów: 100 Sędzia: Al Suwaidi, Bamutraf |
| 66.11 grudnia 2011 | Asma Elgahaoui 9 | 34:17(14:10) | Ornella Palla 4 | Ginásio do Ibirapuera, São Paulo Widzów: 100 Sędzia: Al Suwaidi, Bamutraf |
| 66.11 grudnia 2011 | 3×               | 34:17(14:10) | 4× · 3×         | Ginásio do Ibirapuera, São Paulo Widzów: 100 Sędzia: Al Suwaidi, Bamutraf |

## Faza finałowa

### Mecz o 23. miejsce
| 75.12 grudnia 2011 | Australia              | 12:30(4:12) | Argentyna        | Ginásio Adib Moyses Dib, São Bernardo do Campo Widzów: 100 Sędzia: Liu, Liu |
| 75.12 grudnia 2011 | Allira Hudson-Gofers 4 | 12:30(4:12) | Bibiana Ferrea 7 | Ginásio Adib Moyses Dib, São Bernardo do Campo Widzów: 100 Sędzia: Liu, Liu |
| 75.12 grudnia 2011 | 3× · 3×                | 12:30(4:12) | 1× · 3×          | Ginásio Adib Moyses Dib, São Bernardo do Campo Widzów: 100 Sędzia: Liu, Liu |

### Mecz o 21. miejsce
| 76.12 grudnia 2011 | Chiny    | 30:29(15:13) | Kuba               | Ginásio Adib Moyses Dib, São Bernardo do Campo Widzów: 200 Sędzia: Abid, Chaouch |
| 76.12 grudnia 2011 | Li Yao 8 | 30:29(15:13) | Lisandra Lussón 10 | Ginásio Adib Moyses Dib, São Bernardo do Campo Widzów: 200 Sędzia: Abid, Chaouch |
| 76.12 grudnia 2011 | 1× · 3×  | 30:29(15:13) | 2× · 3×            | Ginásio Adib Moyses Dib, São Bernardo do Campo Widzów: 200 Sędzia: Abid, Chaouch |

### Mecz o 19. miejsce
| 71.12 grudnia 2011 | Kazachstan           | 31:22(17:9) | Urugwaj          | Ginásio do Ibirapuera, São Paulo Widzów: 100 Sędzia: Menezes, Pinto |
| 71.12 grudnia 2011 | Xeniya Volnukhina 12 | 31:22(17:9) | Jussara Castro 8 | Ginásio do Ibirapuera, São Paulo Widzów: 100 Sędzia: Menezes, Pinto |
| 71.12 grudnia 2011 | 4× · 3×              | 31:22(17:9) | 4× · 3×          | Ginásio do Ibirapuera, São Paulo Widzów: 100 Sędzia: Menezes, Pinto |

### Mecz o 17. miejsce
| 72.12 grudnia 2011 | Niemcy              | 33:25(16:14) | Tunezja         | Ginásio do Ibirapuera, São Paulo Widzów: 800 Sędzia: Marina, Minore |
| 72.12 grudnia 2011 | Nadja Nadgornaja 11 | 33:25(16:14) | Mouna Chebbah 5 | Ginásio do Ibirapuera, São Paulo Widzów: 800 Sędzia: Marina, Minore |
| 72.12 grudnia 2011 | 3× · 2×             | 33:25(16:14) | 2× · 3×         | Ginásio do Ibirapuera, São Paulo Widzów: 800 Sędzia: Marina, Minore |

### 1/8 finału
| 61.11 grudnia 2011 | Korea Południowa | 29:30(13:13) | Angola            | Arena Santos, Santos Widzów: 600 Sędzia: Bonaventura, Bonaventura |
| 61.11 grudnia 2011 | Choi Im-jeong 10 | 29:30(13:13) | Marcelina Kiala 6 | Arena Santos, Santos Widzów: 600 Sędzia: Bonaventura, Bonaventura |
| 61.11 grudnia 2011 | 7× · 2×          | 29:30(13:13) | 2× · 3×           | Arena Santos, Santos Widzów: 600 Sędzia: Bonaventura, Bonaventura |

| 63.11 grudnia 2011 | Rosja              | 30:19(15:12) | Islandia            | Ginásio José Corrêa, Barueri Widzów: 400 Sędzia: Marina, Minore |
| 63.11 grudnia 2011 | Ludmiła Postnowa 7 | 30:19(15:12) | Karen Knútsdóttir 4 | Ginásio José Corrêa, Barueri Widzów: 400 Sędzia: Marina, Minore |
| 63.11 grudnia 2011 | 5× · 4×            | 30:19(15:12) | 5× · 4×             | Ginásio José Corrêa, Barueri Widzów: 400 Sędzia: Marina, Minore |

| 62.11 grudnia 2011 | Norwegia     | 34:22(15:11) | Holandia                             | Arena Santos, Santos Widzów: 700 Sędzia: Menezes, Pinto |
| 62.11 grudnia 2011 | Heidi Løke 8 | 34:22(15:11) | Laura van der Heijden, Debbie Bont 5 | Arena Santos, Santos Widzów: 700 Sędzia: Menezes, Pinto |
| 62.11 grudnia 2011 | 4× · 3×      | 34:22(15:11) | 4× · 3×                              | Arena Santos, Santos Widzów: 700 Sędzia: Menezes, Pinto |

| 64.11 grudnia 2011 | Czarnogóra         | 19:23(9:11) | Hiszpania          | Ginásio José Corrêa, Barueri Widzów: 400 Sędzia: Gjednig, Hansen |
| 64.11 grudnia 2011 | Marija Jovanović 5 | 19:23(9:11) | Elisabeth Pinedo 7 | Ginásio José Corrêa, Barueri Widzów: 400 Sędzia: Gjednig, Hansen |
| 64.11 grudnia 2011 | 3× · 4×            | 19:23(9:11) | 2× · 2×            | Ginásio José Corrêa, Barueri Widzów: 400 Sędzia: Gjednig, Hansen |

| 69.12 grudnia 2011 | Szwecja                               | 23:26(15:12) | Francja          | Ginásio do Ibirapuera, São Paulo Widzów: 400 Sędzia: Gubica, Milošević |
| 69.12 grudnia 2011 | Isabelle Gulldén, Linnea Torstenson 5 | 23:26(15:12) | Paule Baudouin 6 | Ginásio do Ibirapuera, São Paulo Widzów: 400 Sędzia: Gubica, Milošević |
| 69.12 grudnia 2011 | 2× · 3×                               | 23:26(15:12) | 3× · 3×          | Ginásio do Ibirapuera, São Paulo Widzów: 400 Sędzia: Gubica, Milošević |

| 74.12 grudnia 2011 | Rumunia             | 27:28(18:15) | Chorwacja        | Ginásio Adib Moyses Dib, São Bernardo do Campo Widzów: 300 Sędzia: Kliko, Johansson |
| 74.12 grudnia 2011 | Oana Chirila-Şoit 6 | 27:28(18:15) | Andrea Penezić 6 | Ginásio Adib Moyses Dib, São Bernardo do Campo Widzów: 300 Sędzia: Kliko, Johansson |
| 74.12 grudnia 2011 | 5× · 3×             | 27:28(18:15) | 4× · 4×          | Ginásio Adib Moyses Dib, São Bernardo do Campo Widzów: 300 Sędzia: Kliko, Johansson |

| 73.12 grudnia 2011 | Dania            | 23:22(9:11) | Japonia     | Ginásio Adib Moyses Dib, São Bernardo do Campo Widzów: 500 Sędzia: Cohen, Peretz |
| 73.12 grudnia 2011 | Trine Troelsen 6 | 23:22(9:11) | Shio Fuji 8 | Ginásio Adib Moyses Dib, São Bernardo do Campo Widzów: 500 Sędzia: Cohen, Peretz |
| 73.12 grudnia 2011 | 4× · 4×          | 23:22(9:11) | 1× · 3×     | Ginásio Adib Moyses Dib, São Bernardo do Campo Widzów: 500 Sędzia: Cohen, Peretz |

| 70.12 grudnia 2011 | Brazylia                   | 35:22(15:8) | Wybrzeże Kości Słoniowej | Ginásio do Ibirapuera, São Paulo Widzów: 4 000 Sędzia: Hizaki, Ikebuchi |
| 70.12 grudnia 2011 | Alexandra Do Nascimento 10 | 35:22(15:8) | N'Cho Elodie Mambo 8     | Ginásio do Ibirapuera, São Paulo Widzów: 4 000 Sędzia: Hizaki, Ikebuchi |
| 70.12 grudnia 2011 | 1× · 2×                    | 35:22(15:8) | 1× · 3× · 1×             | Ginásio do Ibirapuera, São Paulo Widzów: 4 000 Sędzia: Hizaki, Ikebuchi |

### 1/4 finału
| 77.14 grudnia 2011 | Rosja           | 23:25(12:13) | Francja               | Ginásio do Ibirapuera, São Paulo Widzów: 2 000 Sędzia: Garcia Serradilla, Martin Lorente |
| 77.14 grudnia 2011 | Emilija Turej 7 | 23:25(12:13) | Alexandra Lacrabere 5 | Ginásio do Ibirapuera, São Paulo Widzów: 2 000 Sędzia: Garcia Serradilla, Martin Lorente |
| 77.14 grudnia 2011 | 5× · 4×         | 23:25(12:13) | 4× · 3×               | Ginásio do Ibirapuera, São Paulo Widzów: 2 000 Sędzia: Garcia Serradilla, Martin Lorente |

| 78.14 grudnia 2011 | Angola          | 23:28(11:15) | Dania                           | Ginásio do Ibirapuera, São Paulo Widzów: 2 000 Sędzia: Gatelis, Mazeika |
| 78.14 grudnia 2011 | Danila Carlos 7 | 23:28(11:15) | Ann Grete Osterballe-Nørgaard 7 | Ginásio do Ibirapuera, São Paulo Widzów: 2 000 Sędzia: Gatelis, Mazeika |
| 78.14 grudnia 2011 | 2× · 1×         | 23:28(11:15) | 4× · 4×                         | Ginásio do Ibirapuera, São Paulo Widzów: 2 000 Sędzia: Gatelis, Mazeika |

| 79.14 grudnia 2011 | Chorwacja        | 25:30(12:16) | Norwegia     | Ginásio do Ibirapuera, São Paulo Widzów: 1 300 Sędzia: Al Suwaidi, Bamutraf |
| 79.14 grudnia 2011 | Andrea Penezić 4 | 25:30(12:16) | Heidi Løke 8 | Ginásio do Ibirapuera, São Paulo Widzów: 1 300 Sędzia: Al Suwaidi, Bamutraf |
| 79.14 grudnia 2011 | 5× · 4× · 1×     | 25:30(12:16) | 5× · 3×      | Ginásio do Ibirapuera, São Paulo Widzów: 1 300 Sędzia: Al Suwaidi, Bamutraf |

| 80.14 grudnia 2011 | Hiszpania       | 27:26(19:17) | Brazylia                                     | Ginásio do Ibirapuera, São Paulo Widzów: 6 000 Sędzia: Gjeding, Hansen |
| 80.14 grudnia 2011 | Carmen Martín 8 | 27:26(19:17) | Deonise Cavaleiro, Alexandra Do Nascimento 7 | Ginásio do Ibirapuera, São Paulo Widzów: 6 000 Sędzia: Gjeding, Hansen |
| 80.14 grudnia 2011 | 5× · 3×         | 27:26(19:17) | 6× · 4×                                      | Ginásio do Ibirapuera, São Paulo Widzów: 6 000 Sędzia: Gjeding, Hansen |

### Mecze o miejsca 5-8
| 81.16 grudnia 2011 | Rosja               | 41:31(17:18) | Angola               | Ginásio do Ibirapuera, São Paulo Widzów: 200 Sędzia: Coulibaly, Diabate |
| 81.16 grudnia 2011 | Natalia Szipilowa 6 | 41:31(17:18) | Madalena Calandula 5 | Ginásio do Ibirapuera, São Paulo Widzów: 200 Sędzia: Coulibaly, Diabate |
| 81.16 grudnia 2011 | 5× · 1×             | 41:31(17:18) | 5× · 3×              | Ginásio do Ibirapuera, São Paulo Widzów: 200 Sędzia: Coulibaly, Diabate |

| 82.16 grudnia 2011 | Chorwacja         | 31:32(15:14) | Brazylia                  | Ginásio do Ibirapuera, São Paulo Widzów: 200 Sędzia: Kliko, Johansson |
| 82.16 grudnia 2011 | Andrea Penezić 10 | 31:32(15:14) | Alexandra Do Nascimento 7 | Ginásio do Ibirapuera, São Paulo Widzów: 200 Sędzia: Kliko, Johansson |
| 82.16 grudnia 2011 | 4× · 3×           | 31:32(15:14) | 4× · 3×                   | Ginásio do Ibirapuera, São Paulo Widzów: 200 Sędzia: Kliko, Johansson |

### Mecz o 7. miejsce
| 86.18 grudnia 2011 | Angola                       | 29:32(12:14) | Chorwacja     | Ginásio do Ibirapuera, São Paulo Widzów: 500 Sędzia: Arntsen, Gullaksen |
| 86.18 grudnia 2011 | Luisa Kiala, Danila Carlos 7 | 29:32(12:14) | Maja Zebić 11 | Ginásio do Ibirapuera, São Paulo Widzów: 500 Sędzia: Arntsen, Gullaksen |
| 86.18 grudnia 2011 | 2× · 3×                      | 29:32(12:14) | 3× · 2×       | Ginásio do Ibirapuera, São Paulo Widzów: 500 Sędzia: Arntsen, Gullaksen |

### Mecz o 5. miejsce
| 85.18 grudnia 2011 | Rosja            | 20:36(11:18) | Brazylia                  | Ginásio do Ibirapuera, São Paulo Widzów: 1 500 Sędzia: Bonaventura, Bonaventura |
| 85.18 grudnia 2011 | Irina Bliznowa 5 | 20:36(11:18) | Alexandra Do Nascimento 8 | Ginásio do Ibirapuera, São Paulo Widzów: 1 500 Sędzia: Bonaventura, Bonaventura |
| 85.18 grudnia 2011 | 3× · 4×          | 20:36(11:18) | 3× · 2×                   | Ginásio do Ibirapuera, São Paulo Widzów: 1 500 Sędzia: Bonaventura, Bonaventura |

### 1/2 finału
| 83.16 grudnia 2011 | Francja                | 28:23(14:12) | Dania            | Ginásio do Ibirapuera, São Paulo Widzów: 1 500 Sędzia: Gubica, Milošević |
| 83.16 grudnia 2011 | Alexandra Lacrabere 10 | 28:23(14:12) | Line Jørgensen 7 | Ginásio do Ibirapuera, São Paulo Widzów: 1 500 Sędzia: Gubica, Milošević |
| 83.16 grudnia 2011 | 3× · 3×                | 28:23(14:12) | 5× · 2×          | Ginásio do Ibirapuera, São Paulo Widzów: 1 500 Sędzia: Gubica, Milošević |

| 84.16 grudnia 2011 | Norwegia     | 30:22(16:9) | Hiszpania          | Ginásio do Ibirapuera, São Paulo Widzów: 2 500 Sędzia: Gatelis, Mazeika |
| 84.16 grudnia 2011 | Heidi Løke 7 | 30:22(16:9) | Macarena Aguilar 6 | Ginásio do Ibirapuera, São Paulo Widzów: 2 500 Sędzia: Gatelis, Mazeika |
| 84.16 grudnia 2011 | 4× · 3×      | 30:22(16:9) | 3× · 4×            | Ginásio do Ibirapuera, São Paulo Widzów: 2 500 Sędzia: Gatelis, Mazeika |

### Mecz o 3. miejsce
| 87.18 grudnia 2011 | Dania                           | 18:24(9:9) | Hiszpania        | Ginásio do Ibirapuera, São Paulo Widzów: 2 000 Sędzia: Cohen, Peretz |
| 87.18 grudnia 2011 | Ann Grete Osterballe-Nørgaard 4 | 18:24(9:9) | Carmen Martín 10 | Ginásio do Ibirapuera, São Paulo Widzów: 2 000 Sędzia: Cohen, Peretz |
| 87.18 grudnia 2011 | 3× · 4×                         | 18:24(9:9) | 4× · 3×          | Ginásio do Ibirapuera, São Paulo Widzów: 2 000 Sędzia: Cohen, Peretz |

### Finał
| 88.18 grudnia 2011 | Francja                             | 24:32(12:19) | Norwegia                   | Ginásio do Ibirapuera, São Paulo Widzów: 4 000 Sędzia: Gubica, Milošević |
| 88.18 grudnia 2011 | Angélique Spincer, Claudine Mendy 4 | 24:32(12:19) | Kristine Lunde-Borgersen 6 | Ginásio do Ibirapuera, São Paulo Widzów: 4 000 Sędzia: Gubica, Milošević |
| 88.18 grudnia 2011 | 2× · 3×                             | 24:32(12:19) | 5× · 3×                    | Ginásio do Ibirapuera, São Paulo Widzów: 4 000 Sędzia: Gubica, Milošević |

## Końcowa klasyfikacja XX Mistrzostw Świata
| Miejsce | Reprezentacja            | Uwagi                                         |
| ------- | ------------------------ | --------------------------------------------- |
| złoto   | Norwegia                 | awans na IO 2012, MŚ 2013                     |
| srebro  | Francja                  | awans do turnieju kwalifikacyjnego na IO 2012 |
| brąz    | Hiszpania                | awans do turnieju kwalifikacyjnego na IO 2012 |
| 4.      | Dania                    | awans do turnieju kwalifikacyjnego na IO 2012 |
| 5.      | Brazylia                 | awans do turnieju kwalifikacyjnego na IO 2012 |
| 6.      | Rosja                    | awans do turnieju kwalifikacyjnego na IO 2012 |
| 7.      | Chorwacja                | awans do turnieju kwalifikacyjnego na IO 2012 |
| 8.      | Angola                   | -                                             |
| 9.      | Szwecja                  | -                                             |
| 10.     | Czarnogóra               | -                                             |
| 11.     | Korea Południowa         | -                                             |
| 12.     | Islandia                 | -                                             |
| 13.     | Rumunia                  | -                                             |
| 14.     | Japonia                  | -                                             |
| 15.     | Holandia                 | -                                             |
| 16.     | Wybrzeże Kości Słoniowej | -                                             |
| 17.     | Niemcy                   | -                                             |
| 18.     | Tunezja                  | -                                             |
| 19.     | Kazachstan               | -                                             |
| 20.     | Urugwaj                  | -                                             |
| 21.     | Chiny                    | -                                             |
| 22.     | Kuba                     | -                                             |
| 23.     | Argentyna                | -                                             |
| 24.     | Australia                | -                                             |

## Nagrody indywidualne
Nagrody indywidualne otrzymały:
| Najlepsza strzelczyni   | Najlepsza bramkarka | Najlepsza lewoskrzydłowa | Najlepsza prawoskrzydłowa | Najlepsza lewa rozgrywająca | Najlepsza środkowa rozgrywająca | Najlepsza prawa rozgrywająca | Najlepsza obrotowa |
| ----------------------- | ------------------- | ------------------------ | ------------------------- | --------------------------- | ------------------------------- | ---------------------------- | ------------------ |
| Alexandra Do Nascimento | Chana Masson        | Emilija Turej            | Carmen Martín             | Andrea Penezić              | Allison Pineau                  | Line Jørgensen               | Heidi Løke         |